# Irsina
Irsina är en ort och kommun i den nordligaste delen av provinsen Matera i regionen Basilicata i Italien. Irsina är beläget på toppen av en kulle och fram till 1895 var stadens namn Montepeloso.

## Personer från Irsina
- Vito Caravelli (1724-1800): astronom och matematiker
- Johnny Torrio (1882–1957): italiensk-amerikansk gangster

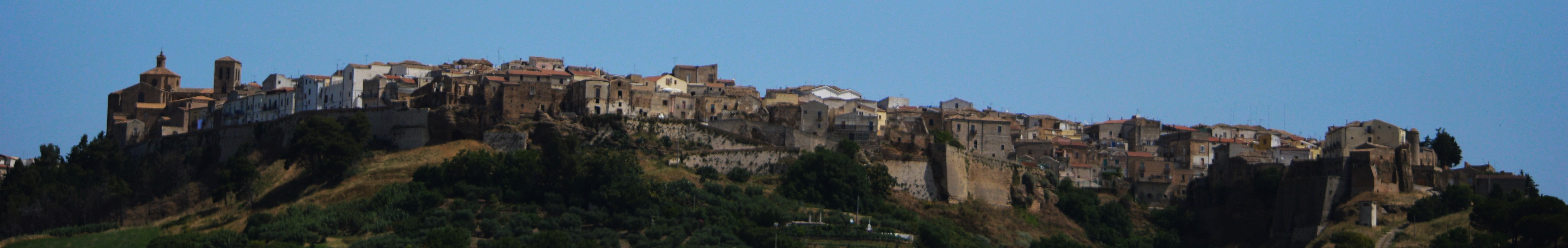